# Casteljaloux (Gers)
Pour l’article homonyme, voir Casteljaloux (Lot-et-Garonne).
Casteljaloux est une ancienne commune du Gers. En 1824, elle est rattachée à la commune de Sainte-Christie. Aujourd'hui, un lieu-dit subsiste.

## Géographie

### Localisation
Casteljaloux se situe en Gascogne, dans le pays d'Auch, au sein de la commune de Sainte-Christie. Le village est traversé par le Gers.

### Voies de communication et de transports
Casteljaloux est desservie par la N21.

## Toponymie
Lors de la Révolution, Casteljaloux a été temporairement renommée Rivière-Montagne.
La municipalité est aussi mentionnée sous les noms de Castel Jaloux (1793) et Castel-Jaloux (1801).

## Histoire
En 1801, la commune passa du canton de Lavardens au canton de Jegun. En 1824, Casteljaloux est fusionnée au sein de la commune de Sainte-Christie. En 1973, Sainte-Christie est transférée au canton d'Auch-Nord-Ouest. En 2014, cette dernière est transférée au canton de la Gascogne-Auscitaine.

## Population et société

### Démographie
| 1793 | 1800 | 1806 | 1821 |
| ---- | ---- | ---- | ---- |
| 171  | 182  | 199  | 196  |

## Culture et patrimoine

### Lieux et monuments
- Église Saint-Michel et cimetière